# Timothy Petersen
Pour les articles homonymes, voir Petersen.
Timothy Petersen est un karatéka néerlandais connu pour avoir remporté le titre de champion d'Europe en kumite individuel masculin moins de 75 kilos aux championnats d'Europe de karaté 2005 à Tenerife, en Espagne.

## Résultats

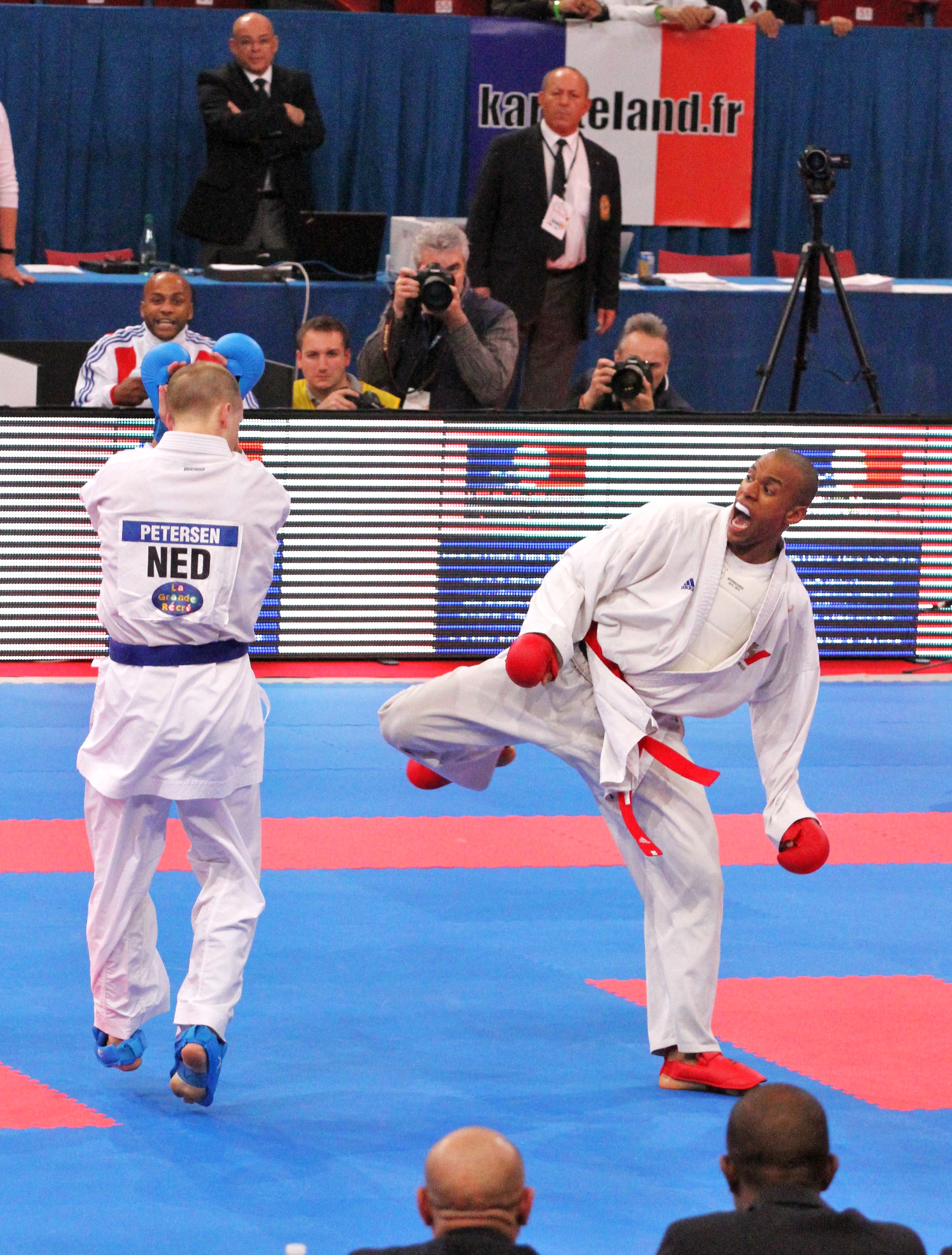
Timothy Petersen (de dos) face au Français Kenji Grillon lors des championnats du monde de karaté 2012 à Paris.

| Résultat           | Date         | Épreuve                   | Catégorie | Compétition                                  | Ville hôte                             |
| ------------------ | ------------ | ------------------------- | --------- | -------------------------------------------- | -------------------------------------- |
| Médaille de bronze | Octobre 2001 | Kumite individuel - 55 kg | Cadets    | Championnats du monde juniors et cadets 2001 | Athènes, en Grèce                      |
| Médaille de bronze | 2002         | Kumite individuel - 60 kg | Cadets    | Championnats d'Europe juniors et cadets 2002 | Coblence, en Allemagne                 |
| Médaille d'argent  | Février 2005 | Kumite individuel - 70 kg | Juniors   | Championnats d'Europe juniors et cadets 2005 | Thessalonique, en Grèce                |
| Médaille d'or      | Mai 2005     | Kumite individuel - 75 kg | Seniors   | Championnats d'Europe 2005                   | San Cristóbal de La Laguna, en Espagne |
| Médaille d'or      | Février 2006 | Kumite individuel - 80 kg | Juniors   | Championnats d'Europe juniors et cadets 2006 | Podgorica, en Serbie-et-Monténégro     |
| 5e place           | Mai 2007     | Kumite individuel - 75 kg | Seniors   | Championnats d'Europe 2007                   | Bratislava, en Slovaquie               |